# Hilda Gautreaux
Hilda Gautreaux (El Seibo, República Dominicana, 12 de julio de 1932- 1968), fue una lidereza política, combatiente revolucionaria y  abogada dominicana, cofundadora de la Federación de Mujeres Dominicanas (FMD).  Siendo una presa en solitaria, pidió toga y birrete para auto - defenderse y logró  su libertad.  Durante los 12 años de la presidencia de Balaguer, defendió, en los tribunales, a presos políticos y  a inmigrantes haitianos y haitianas. La doctora Gautreaux  se opuso, con énfasis, a la invisibilizacióؚn de los derechos de las mujeres.

## Primeros años
Gautreaux estudió derecho en la Universidad Autónoma de Santo Domingo, (UASD)  en medio de una economía precaria, una práctica política continua, desafiando su estado de salud siempre amenazante,  al tiempo que levantaba su familia compuesta de  dos hijas y dos hijos. Para profundizar sus estudios,  traducía mecanografiando, en francés,  la jurisprudencia francesa, para lograr un índice académico con el que se graduó Cum laude . Escribió poemas en "Páginas Banilejas" Revista Mensual Ilustrada, de Ciencias Artes y Letras, Año 14,  No. 162 junio 1954,  dirigida por Angel Ma. Peña Castillo Baní, República Dominicana.

## Trayectoria
Gautreaux egresó  de la Universidad Autónoma de Santo Domingo (UASD). Estaba organizada en el movimiento estudiantil y fue militante del Movimiento Revolucionario 14 de junio (1J4) y del Movimiento Popular Dominicano (MPD). 
Participó activamente en la guerra civil dominicana.
Entre las luchas en la que se destacó se rescatan: la resistencia popular para que se erradicara lo que quedaba en el período posterior a la dictadura de los 30 años de Trujillo y salieran del país sus representantes con los males que había quedado de la misma, la lucha por la autonomía de la UASD, y organizar tramas y protestas denunciando la corrupción del triunvirato en la lucha por la vuelta a la constitución  interrumpida con el golpe de Estado al presidente Juan Bosch.
Además fue asesora legal y sindical del sindicato de POASI, SESITRADO, FOUPSA y el Caliente de La Coca-Cola.
La doctora Gauteaux fue de las primeras en acudir al llamado de la Revolución de abril. Ella se integró en la Avanzada Médica de los comandos B-1 - B - 3, en la que estaba su amigo Jack Viaux, y fue instructora militar de mujeres en la Academia 24 de abril. Además, Gautreaux combatió  los días que siguieron al 24 de abril,  en el Puente Duarte. Para Gautreaux, la revolución estaba en primer plano, incluso antes que su salud.
En su práctica profesional, defendió y obtuvo la libertad de Efrain Reyes Valerio (Pocholo) y, ya enferma,  su foto se internacionalizó sobre un mulo, cargando el cadáver de Orlando Mazara, asesinado por la dictadura en febrero de 1967.
En 1972, el MPD llamó a una conferencia, en la que definía las políticas de la organización, “Táctica Hilda Gautreaux”.
Dos calles llevan su nombre y la facultad de ciencias jurídicas de la UASD.

## Final
Físicamente desgastada y  en la pobreza cayó enferma de gravedad. Murió el 15 de junio de 1968, fruto de la persecución y  los maltratos recibidos por la dictadura de los 12 años de Balaguer.  La Federación de Mujeres Dominicanas Revolucionarias (FMDR) organización política, en la que la Doctora Hilda Gautreaux desempeñaba la función de Secretaria de organización, informó su deceso e invitó a todo el pueblo a sus honras fúnebres.